# متنزه غولدن هيل الحكومي
متنزه تل غولدن الحكومي  متنزه حكومي تبلغ مساحته 510 أكر (2.1 كـم2) والواقع في مقاطعة نياجرا بولاية نيويورك، الولايات المتحدة. يقع المتنزه على الشاطئ الجنوبي لبحيرة أونتاريو في الركن الشمالي الشرقي من بلدة سومرست، شمال طريق لوار ليك. يتواجد ثلاثون مايل بوينت لايت داخل المتنزه .
أُنشئ منتزه تل غولدن الحكومي في عام 1962 في الحوزة السابقة لروبرت نيويل، وهو رجل صناعي محلي ؛ تُركت بقايا ملكية نيويل إلى حد كبير مهجورة بعد أن اشترتها الدولة ولم تتم إعادة اكتشافها حتى عام 2017.
يوفر المتنزه طاولات نزهة مع أجنحة، وملعب وملاعب، وبرامج ترفيهية، ومسار طبيعي، ومشي لمسافات طويلة وركوب الدراجات، وصيد الأسماك وصيد الأسماك على الجليد، وإطلاق قارب، ولعبة صغيرة موسمية وصيد الطيور المائية، ومخيم مع مواقع الخيام والمقطورات تزلج الريفي على الثلج والتزلج على الجليد وقرص الجولف .
في عام 2005، تم اختيار غولدن هيل كأحد أفضل المواقع الخارجية في ريسرف أمريكا.